# Hylophilus
 Hylophilus es un género de aves paseriformes perteneciente a la familia Vireonidae que agrupa a especies nativas de la América tropical (Neotrópico), donde se distribuyen desde el suroeste de Costa Rica, por América Central y América del Sur hasta el sureste del Perú y norte de Bolivia, por el oeste y este de Paraguay, noreste de Argentina y sur de Brasil por el este. Sus miembros son denominadas popularmente verdillos, vireillos, verderones o chivíes.

## Etimología
El nombre genérico masculino Hylophilus se compone de las palabras del griego «hulē»: ‘bosque’, y «philos»: ‘amante’.

## Características
Las especies del presente género son un grupo de pequeños vireónidos, midiendo entre 11,5 y 12,5 cm de longitud, con parte de arriba olivácea, menores que otros de la misma familia y que presentan pico más puntiagudo, pardo pálido o rosado. Tienen el iris pálido y canto simple y repetitivo. Tienden a buscar alimento más activamente y son encontradas mayormente en crecimientos secundarios (unos pocos también en el dosel de selvas). Las especies con iris oscura, encontradas generalmente en el dosel de selvas húmedas, que generalmente cantan una frase singular más compleja; y el distinto verdillo leonado (H. ochraceiceps) fueron recientemente separadas en otros géneros.

## Lista de especies
Según la clasificación Clements Checklist/eBird v.2019, el género agrupa a las siguientes especies con el respectivo nombre popular de acuerdo con la Sociedad Española de Ornitología (SEO) u otro cuando referenciado:
| Imagen | Nombre científico                     | Autor                        | Nombre común                              | Estado de conservación |
| ------ | ------------------------------------- | ---------------------------- | ----------------------------------------- | ---------------------- |
|        | Hylophilus poicilotis                 | Temminck, 1822               | verdillo coronado                         | LC                     |
|        | Hylophilus amaurocephalus             | (Nordmann), 1835             | verdillo ojigrís                          | LC                     |
|        | Hylophilus thoracicus                 | Temminck, 1822               | verdillo pechilimón                       | LC                     |
|        | Hylophilus (thoracicus) griseiventris | Berlepch & Hartert, 1902     | verdillo pechilimón (grupo griseiventris) | LC                     |
|        | Hylophilus semicinereus               | P.L. Sclater, & Salvin, 1867 | verdillo pechigrís                        | LC                     |
|        | Hylophilus pectoralis                 | P.L. Sclater, 1866           | verdillo cabecigrís                       | LC                     |
|        | Hylophilus brunneiceps                | P.L. Sclater, 1866           | verdillo cabecicastaño                    | LC                     |
|        | Hylophilus flavipes                   | Lafresnaye, 1845             | verdillo paticlaro                        | LC                     |
|        | Hylophilus (flavipes) viridiflavus    | Lawrence, 1861               | (verdillo verdiamarillo)                  | LC                     |
|        | Hylophilus (flavipes) insularis       | P.L. Sclater, 1861           | (verdillo de Tobago)                      | LC                     |
|        | Hylophilus olivaceus                  | Tschudi, 1844                | verdillo oliváceo                         | NT                     |

## Historia taxonómica y relaciones filogenéticas
Los estudios de Slager et al. (2014) produjeron una filogenia de la familia Vireonidae usando datos mitocondriales (ND2) y nucleares (3 Z-linked loci) que incluyeron 221 ejemplares representando 46 de las 52 especies de vireónidos actualmente reconocidos y 14 de las 15 especies entonces en Hylophilus.  Este estudio filogénico demostró que el género Hylophilus era polifilético, compuesto de 4 clados dentro de la familia Vireonidae.  Slager y Klicka (2014) establecieron la necesidad de cuatro géneros para reflejar esta diversidad.

### Clados
- Clado 1: conteniendo a: 
  - Hylophilus sclateri Salvin & Godman, 1883 - verdillo de tepui;

Los datos de Slager et al. (2014) colocan a esta especie integrada dentro del género Vireo, hermanada al complejo Vireo gilvus y  filogenéticamente distantes de otros Hylophilus. La Propuesta N° 655 al Comité de Clasificación de Sudamérica (SACC) aprobó la transferencia bajo el nombre de Vireo sclateri.
- Clado 2: conteniendo las especies de iris pálido, habitantes de montes bajos y matorrales, H. poicilotis, H. amaurocephalus, H. flavipes, H. olivaceus, H. semicinereus, H. thoracicus, H. pectoralis, y H. brunneiceps, que pueden permanecer en el género Hylophilus ya que la especie tipo es H. poicilotis.[17]

- Clado 3: conteniendo varias especies habitantes del dosel, con iris oscuro y cantos complejos: 
  - Hylophilus semibrunneus Lafresnaye, 1845 - verdillo nuquirrufo;
  - Hylophilus aurantiifrons Lawrence, 1861 - verdillo luisucho;
  - Hylophilus hypoxanthus Pelzeln, 1868 - verdillo ventriamarillo;
  - Hylophilus muscicapinus P.L. Sclater & Salvin, 1873 - verdillo atrapamoscas;
  - Hylophilus decurtatus (Bonaparte, 1838) - verdillo menor.

Estas especies fueron transferidas para un género resucitado Pachysylvia Bonaparte, 1850 y la especie tipo siendo H. decurtatus, que tiene prioridad. Desde que Pachysylvia es femenino, los nuevos nombres científicos deben ser: Pachysylvia decurtata, P. hypoxantha, P. muscicapina, y P.semibrunnea, respectivamente.
- Clado 4: Conteniendo a:
  - Hylophilus ochraceiceps P.L. Sclater, 1860 - verdillo leonado;

Que se distingue de los otros por tener rectrices rojizas (que son verdes en otras especies) y cobertoras de la cola rufas (que son blancas a amarillentas en otras especies), por habitar en el sotobosque del interior de los bosques y no en monte bajo, canopia o bordes de bosques como los otros y por su canto silbado extremamente simple, en contraste con cantos más complejos de otras especies. Para esta especie fue descrito un nuevo género monotípico Tunchiornis Slager & Klicka, 2014; y la especie denominada Tunchiornis ochraceiceps.
Los cambios taxonómicos descritos en los clados 3 y 4 fueron reconocidos mediante la aprobación de la Propuesta N° 656 al SACC en noviembre de 2014. El Congreso Ornitológico Internacional (IOC) todavía no ha reconocido estos cambios.